# Кислое (Смоленская область)
Кислое — деревня в Смоленской области России, в Монастырщинском районе. Расположена в западной части области в 15 км к западу от Монастырщины, в 4 км к югу от автодороги Монастырщина — Татарск. Население — 47 жителей (2007 год). Входит в состав Новомихайловского сельского поселения.

## Достопримечательности
Памятники археологии:
- Городище I тысячелетия до н. э. — I тысячелетия н. э. в 2 км к северо-востоку от деревни на правом берегу реки Молоховка (приток Вихры). Использовалось днепро-двинскими и тушемлинскими племенами.
- Городище на правом берегу реки Молоховка. Сооружено на рубеже нашей эры, вторично использовалось в XII-XIII веках под феодальный замок.